# Valloire
Valloire è un comune francese di 1.343 abitanti situato nel dipartimento della Savoia della regione dell'Alvernia-Rodano-Alpi, ed è una famosa stazione sciistica.

## Geografia fisica
Non lontano dalla frontiera con l'Italia, questo villaggio di circa 1.250 abitanti è sia una moderna stazione di sport invernali e sia un villaggio montano che ha conservato il suo fascino. È situato tra il colle del Galibier ed il colle del Télégraphe a 1.430 m s.l.m.. Il comprensorio sciistico è collegato con quello di Valmeinier ed offre nell'insieme una lunghezza di 150 km suddiviso in 85 piste (8 nere, 31 rosse, 25 blu e 21 verdi). Nel comprensorio sono presenti 34 impianti di risalita.

## Società

### Evoluzione demografica
Abitanti censiti